# Thomas Gachignard
Thomas Gachignard (* 17. August 2000 in Niort) ist ein französischer Radrennfahrer, der im Straßenradsport aktiv ist.

## Sportlicher Werdegang
Seine Karriere im Radsport begann Gachignard auf der Vereinsebene, international  trat er erstmals in der Saison 2020 bei der Ronde de l’Isard in Erscheinung. 2022 erhielt er die Möglichkeit, als Stagiaire für das Team St. Michel-Mavic-Auber 93 zu fahren, und wurde ab 2023 festes Mitglied des Teams. Mit jeweils dem neunten Platz bei Tro Bro Leon und beim Grand Prix de Denain sowie dem vierten Gesamtrang bei der Ronde de l’Oise fuhr er seine bis dahin stärkste Saison.
Nach seinen Ergebnissen erhielt Gachignard zur Saison 2024 einen Vertrag beim UCI ProTeam TotalEnergies. Bestes Ergebnis in seiner ersten Profisaison war der vierte Gesamtrang bei der Tour Poitou-Charentes en Nouvelle-Aquitaine. 2025 kam er auf einen fünften Etappenrang bei der Andalusien-Rundfahrt, bei Paris–Nizza sicherte er sich die Bergwertung.

## Erfolge
2023
- Punktewertung Ronde de l’Oise

2025
- Bergwertung Paris-Nizza

## Grand-Tour-Platzierungen
| Grand Tour            | 2024 | 2025 |
| --------------------- | ---- | ---- |
| Giro d’ItaliaGiro     | –    | –    |
| Tour de FranceTour    | 92   | 60   |
| Vuelta a EspañaVuelta | –    |      |